# Brendon
(esclamazione tipica di Brendon)
Brendon è un personaggio dei fumetti protagonista dell'omonima serie a fumetti creato nel 1998 da Claudio Chiaverotti ed edito dalla Sergio Bonelli Editore con cadenza bimestrale. La serie si interrompe nel 2014 dopo 100 numeri ma la pubblicazione delle avventure del personaggio riprende nel 2016 con volumi annuali.

## Biografia del personaggio
Su una Terra futura post-apocalittica, intorno alla metà del XXI secolo l'impatto di un meteorite ha riportato il mondo a un nuovo medioevo. Brendon D'Arkness è un cavaliere di ventura che ufficialmente agisce dietro compenso ma che spesso si lascia coinvolgere dalle situazioni avverse senza che venga ingaggiato. Ha un carattere duro ma un animo nobile, aiuta gli indifesi senza chiedere nulla in cambio e vive vagando continuamente tra le città della Nuova Inghilterra, tornando saltuariamente al suo castello decadente abitato da Christopher, una marionetta-robot della Vecchia Era addetto alle faccende domestiche. Anche se generalmente si trova a combattere contro assassini e nomadi del deserto capita spesso che si imbatta in situazioni che tendono al fantasy, all'horror e all'occulto.

### Comprimari
- Falstaff, il suo fedele cavallo che un tempo usava per arare il campo della sua casa e che ora lo accompagna in tutte le sue avventure. Nel nuovo medioevo come nel vecchio, i cavalli sono l'unico mezzo di locomozione conosciuto. È robusto, nero, ha una stella bianca sulla fronte e si lascia cavalcare solo dal suo padrone[6].
- Christopher è un automa con le sembianze di una marionetta che si occupa di tenere in ordine il castello di Brendon, e di preparare succulenti piatti di raffinatissima arte culinaria. È uno degli ultimi residuati della Vecchia Era, trovato tra le macerie di Old London, tenuto in "vita" dalle sue batterie a energia solare[6].
- Anja O'Flanagan, la "Lacrima di Tenebra", una guerriera forte e bellissima, tenace ma fragile, arruolata nell'esercito di Nympha, esercito di sole donne da cui si separa per vivere in pace con suo figlio. Vive con Brendon una breve ma intensa storia d'amore, travagliata dalla presenza dello stregone Janus[7].
- Margareth D'Arkness è la madre di Brendon. Donna dal carattere forte, perde il marito Steven quando il figlio ha nove anni, e manda avanti la famiglia da sola lavorando come sarta e contadina[7].
- Boris Nagel era un cavaliere di ventura che si imbatte in Brendon quando questi aveva dodici anni. Nonostante le proteste della madre, Boris gli insegna a combattere, a usare le armi e a vivere come un cavaliere di ventura. Trovato in pessime condizioni da Margareth, tra i due nascerà una storia stroncata dalla setta della Luna Nera[7].

## Storia editoriale
Il personaggio esordì in edicola nel giugno 1998 con il primo numero intitolato Nato il 31 febbraio scritto da Claudio Chiaverotti e disegnato da Massimo Rotundo. La serie si conclude nel 2014 dopo 100 numeri. Dal 2003 annualmente viene pubblicato un numero speciale. Le copertine di questi volumi sono realizzate dal disegnatore dello stesso albo. Nell'agosto 2016 esce lo speciale a colori crossover Brendon & Morgan Lost intitolato La mappa delle stelle.
La serie è pubblicata all'estero in Serbia da Malagma Comics, in Finlandia dalla Arktinen Banaani e in Turchia da Ozer Sahaf